# Księstwo Limburgii

Herb Księstwa Limburgii

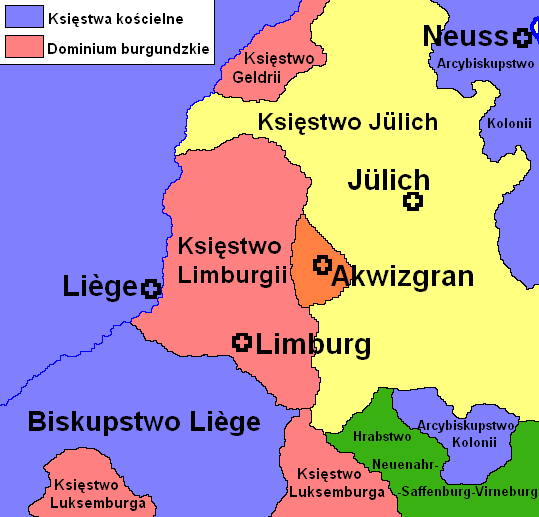
Księstwo Limburgii w 1477

Księstwo Limburgii (niem. Herzogtum Limburg, hol. Hertogdom Limburg) było krajem wchodzącym w skład Świętego Cesarstwa Rzymskiego.

## Historia
Księstwo powstało w 1065 po podziale księstwa Dolnej Lotaryngii. W 1279 zmarł książę Walram IV, który nie pozostawił po sobie męskiego potomka. Kilka lat później – w 1283 – zmarła córka Walrama Ermengarda, która rok wcześniej otrzymała od króla Rudolfa lenno limburskie, w wyniku czego wybuchła wojna o sukcesję w Limburgii. W konflikcie udział wzięły Arcybiskupstwo Kolonii oraz księstwa Geldrii, Luksemburga i Brabancji. W 1288 w wyniku bitwy pod Worringen księstwo Limburgii dostało się pod władzę książąt Brabancji.
W 1430 księstwo weszło w skład Niderlandów Habsburskich. W 1866 ostatecznie przyłączono je do Holandii.